# Eurovision Song Contest 2024
Eurovision Song Contest 2024, česky také Velká cena Eurovize 2024 (či jen Eurovize 2024) byl 68. ročník soutěže Eurovision Song Contest. Soutěž se konala v Malmö ve Švédsku, a to díky vítězství švédské zpěvačky Loreen s písní „Tattoo“ na předchozím ročníku v Liverpoolu ve Velké Británii. Soutěž společně s Evropskou vysílací unií (EVU) organizovala švédská veřejnoprávní Sveriges Television (SVT).
Zvítězil soutěžící jménem Nemo s písní „The Code“, reprezentující Švýcarsko. Bylo to třetí vítězství země v téměř 70leté historii soutěže, ale první od roku 1988, kdy ji ovládla švýcarská zpěvačka Céline Dion. Zároveň se jednalo o vůbec prvního nebinárního vítěze.

## Místo konání
Dle tradice bylo uspořádání soutěže nabídnuto té zemi, která v předchozím roce zvítězila. Jednalo se tak o sedmý ročník vysílaný ze Švédska – Eurovize se zde dříve konala v letech 1975, 1985, 1992, 2000, 2013 a 2016.

### Výběr hostitelského města
Ihned po vítězství Švédska v roce 2023 projevila zájem o pořádání dalšího ročníku první města. Jako první se ozvala tři největší města (Stockholm, Göteborg a Malmö), která také již s pořádáním měla zkušenost. Kromě nich o přihlášení uvažovala také další pětice: Eskilstuna, Jönköping, Örnsköldsvik, Partille a Sandviken. SVT stanovila termín pro zaslání prvních přihlášek na 12. června 2023. Stockholm oficiálně potvrdil svůj zájem 7. června a Göteborg o tři dny později. Krátce před vypršením termínu SVT odhalila, že nabídku zaslalo několik měst, později upřesnila, že se jednalo o čtyři města. Následující den byla mezi přihlášenými potvrzena města Malmö a Örnsköldsvik, naopak zástupci Jönköpingu se rozhodli nabídku z finančních důvodů nepodat. Dne 7. července televize zveřejněna, že nabídky Göteborgu a Örnsköldsviku byly z hodnocení vyřazeny. Později téhož dne oznámila, že se soutěž bude konat v Malmö.
Města, která projevila zájem soutěž pořádat:
|  | Přihlášená města |  | Finální výběr |  | Vítězné město |

| Město        | Hala               | Poznámky | Ref           |
| ------------ | ------------------ | --- | ------------- |
| Eskilstuna   | Stiga Sports Arena | Hostilo předposlední kolo festivalu Melodifestivalen v roce 2020. Nesplňuje požadavek EVU na kapacitu haly.                                              |               |
| Göteborg     | Scandinavium       | Hostilo Eurovision Song Contest 1985. Muselo by dojít k jeho demolici a rekonstrukci.                                                                    | [ 5 ]         |
| Jönköping    | Husqvarna Garden   | Hostilo předkola Melodifestivalen v roce 2007. Nesplňuje požadavek EVU na kapacitu haly.                                                                 | [ 6 ]         |
| Malmö        | Malmö Arena        | Hostilo Eurovision Song Contest 2013. | [ 7 ] [ 8 ]   |
| Örnsköldsvik | Hägglunds Arena    | Hostilo předkola Melodifestivalen v letech 2007, 2010, 2014 a 2018 a semifinále v roce 2023.                                                             | [ 9 ] [ 10 ]  |
| Partille     | Partille Arena     | Hostilo Eurovision Choir 2019. Nesplňuje požadavek EVU na kapacitu haly.                                                                                 |               |
| Sandviken    | Göransson Arena    | Hostilo předkola Melodifestivalen v roce 2010. | [ 11 ] [ 12 ] |
| Stockholm    | Friends Arena      | Hostilo všechna finále Melodifestivalen vyjma jednoho od roku 2013. Místo podporovala místní samospráva, proti se postavil fotbalový klub AIK Stockholm. | [ 13 ] [ 14 ] |
| Stockholm    | Tele2 Arena        | S návrhem nesouhlasily kluby využívající stadion – Djurgårdens IF a Hammarby IF.                                                                         | [ 13 ] [ 14 ] |
| Stockholm    | Frihamn            | Provizorní aréna | [ 13 ] [ 14 ] |

## Produkce

### Moderátoři

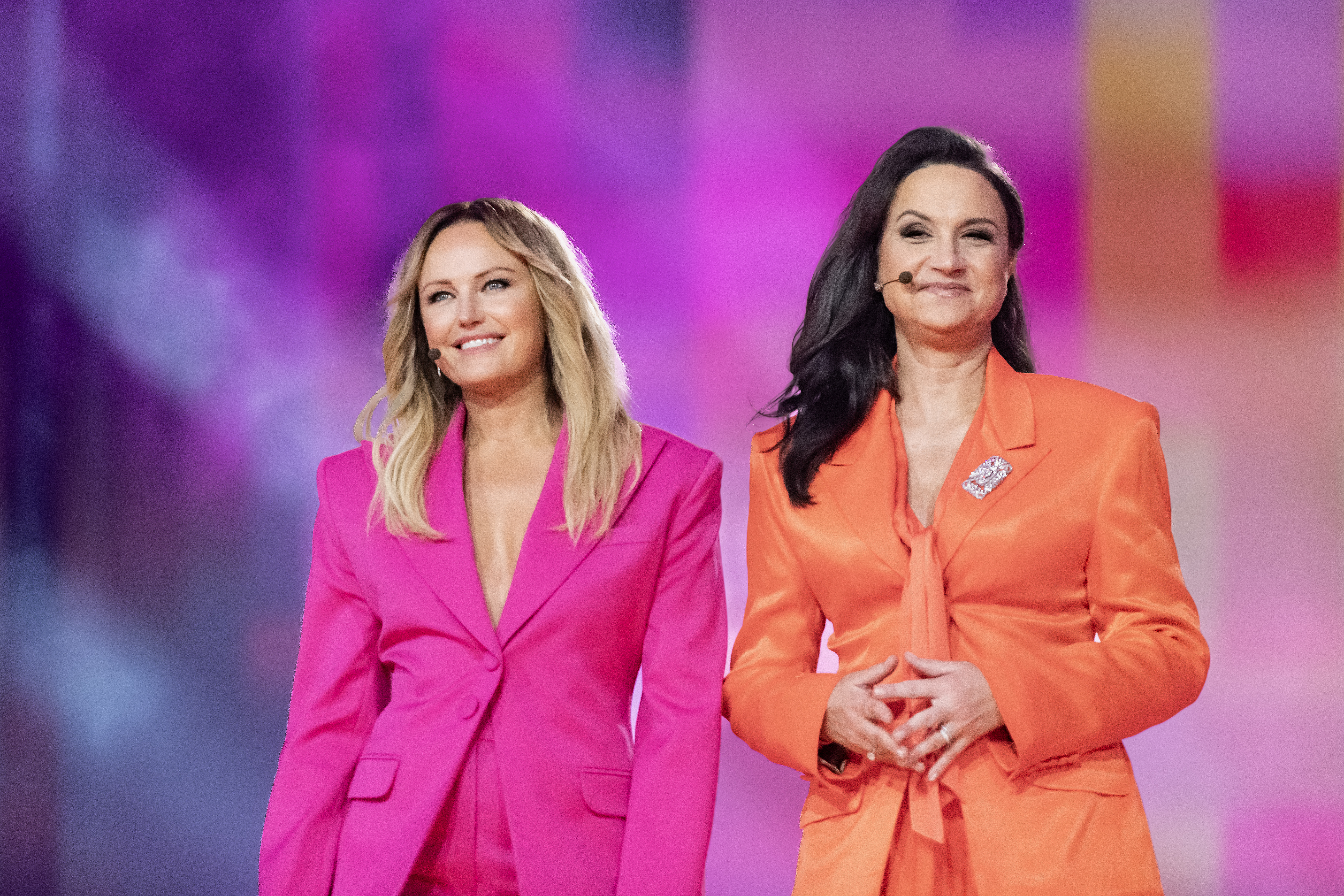
Malin Åkermanová a Petra Mede, moderátorky ročníku

5. února 2024 byly představeny moderátorky soutěže, kterými jsou komička a moderátorka Petra Mede a herečka Malin Åkermanová. Mede moderovala Eurovizi už v letech 2013 a 2016.
Moderátory na tyrkysovém koberci a zahajovacího ceremoniálu byli Elecktra a Tia Kofi, Jovan Radomir moderoval tiskovou konferenci.

### Pohlednice

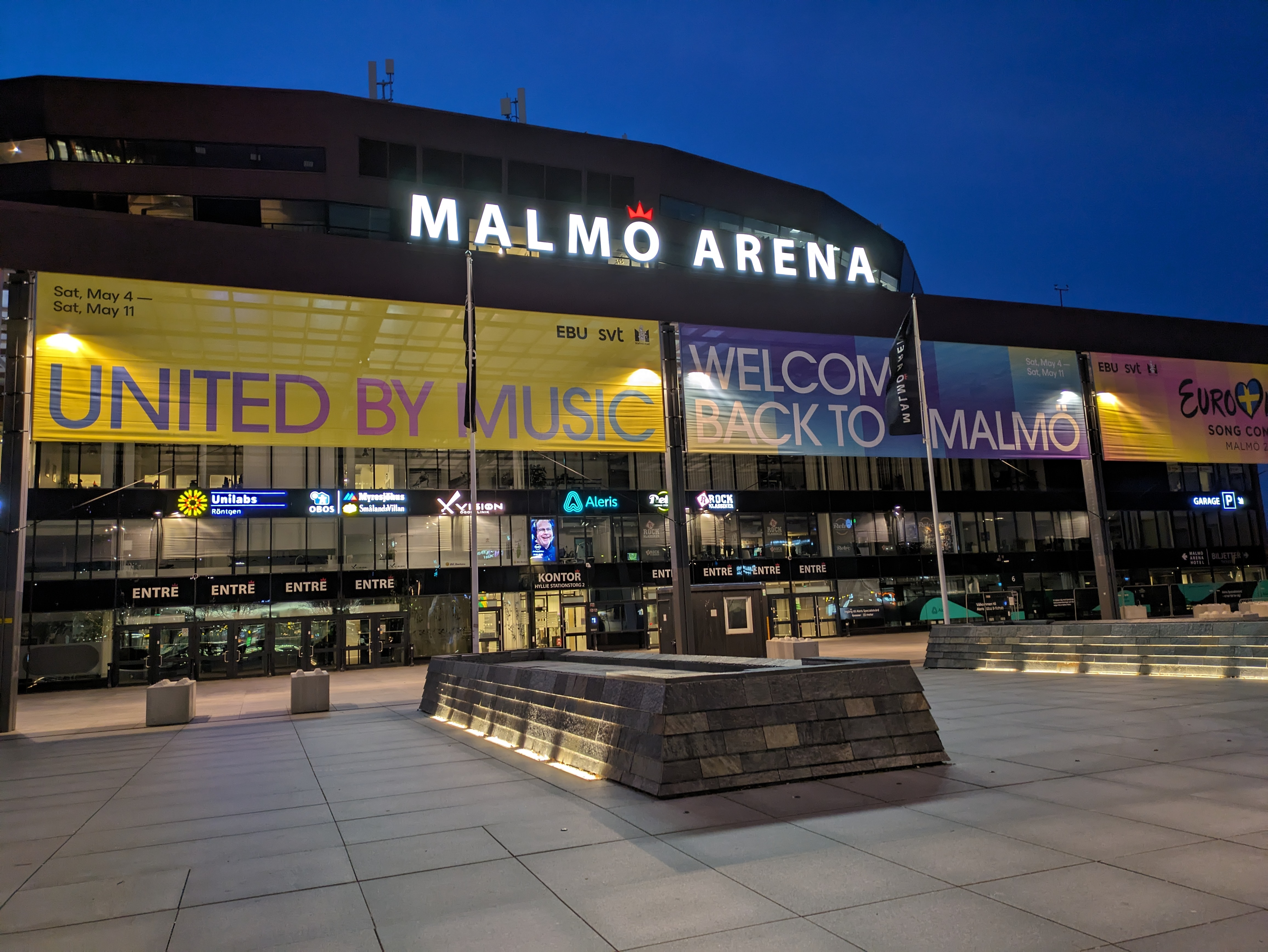
Exteriér Malmö Arény během Eurovize

Pohlednice jsou krátká videa, která se objevují před vystoupením každého interpreta, zatímco dochází k přípravě jeviště na vystoupení. Natáčení začalo v únoru 2024, přičemž záznam natočil každý sám pomocí selfie kamery, součástí pohlednice byla i část záznamu země z předchozích let na soutěži.

### Design jeviště
Podoba jeviště byla odhalena v prosinci 2023. Navrhl jej německý designer Florian Wieder, který se již podílel na tvorbě šesti jeviští předchozích ročníků, naposledy v roce 2021. Hlavní součástí scény je pět pohyblivých LED krychlí, která visí ve vzduchu nad jevištěm ve tvaru kříže. Stavba byla zahájena 2. dubna a skončila 25. dubna.

### Zahajovací a intervalové akty
První semifinále zahájili Eleni Foureira, Eric Saade a Chanel, kteří představí své soutěžní písně – „Fuego“ (Kypr 2018), „Popular“ (Švédsko 2011) a „SloMo“ (Španělsko 2022). Součástí intervalového aktu byl trojnásobný irský vítěz Eurovize Johnny Logan s písní „Euphoria“ od Loreen a reprezentant Švédska v roce 2018 Benjamin Ingrosso s písněmi „Look Who's Laughing Now“, „Kite“ a „Honey Boy“.
Druhé semifinále zahájilo předtočené video, ve kterém Petra Mede a Malin Åkerman představily upravenou verzi písně Tattoo. Součástí intervalového aktu byly vítězné písně, které zazpívaly Elena Paparizou, Sertab Erener a Charlotte Perrelli – „My Number One“ (Řecko 2005), „Everyway That I Can“ (Turecko 2003) a „Take Me to Your Heaven“ (Švédsko 1999). V satirickém vystoupení nazvaném We Just Love Eurovision Too Much se objevili Petra Mede, Charlotte Perrelli, Sarah Dawn Finer a reprezentant Finska z roku 2023 Käärijä se svou soutěžní písní „Cha Cha Cha“. Večer zakončila skupina Herreys se svou vítěznou písní z roku 1984 „Diggi-Loo Diggi-Ley“.
Finále zahájil Björn Skifs s písní „Hooked on a Feeling“, následoval vlajkový průvod, kterého se zúčastnili všichni finalisté a během kterého zněly známé švédské hity. Během soutěžních písní bylo spuštěno předtočené video, ve kterém Sarah Dawn Finer jako Lynda Woodruff představila píseň „You're Good to Go“ o supervizorovi Martinu Österdahlovi. Jako intervalový akt vystoupili skupina Alcazar s písní „Crying at the Discoteque“, tři předchozí vítězové – Carola (Švédsko 1991), Charlotte Perrelli a Conchita Wurst (Rakousko 2014) – s písní „Waterloo“ jako poctou skupině ABBA, která slavila 50 let od vítězství na Eurovizi; a vítězka předchozího ročníku Loreen se svou vítěznou píseň „Tattoo“ a novým singlem „Forever“.

### Zabezpečení
V listopadu 2023 bylo oznámeno, že dojde k posílení bezpečnosti kvůli protestům v souvislosti s válkou Izraele s Hamásem. Policejní složky doplnili kolegové z Dánska a Norska, zpřísněna byla kybernetická bezpečnost a nad arénou byla zavedena bezletová zóna, aby bylo zabráněno možnému útoku dronů. Další opatření byla zavedena na ochranu izraelské delegace, reprezentantku země Eden Golan eskortovali kromě policie také agenti bezpečnostní služby Šin bet poté, co obdržela výhrůžky smrtí na sociálních sítích.

## Formát

### Los států do semifinále
Los, který určil, kdo bude vystupovat v kterém semifinále, proběhl 30. ledna 2024. 31 semifinalistů bylo rozděleno do pěti skupin na základě historických výsledků a pravidelné vzájemné podpory některých států pro zachování co největší objektivity či eliminace politického vlivu v rámci soutěže. Los zároveň určil, během kterých semifinálových večerů budou moci hlasovat členové Velké pětky a Švédsko jakožto vítěz předchozího ročníku.
| Skupina 1                                                          | Skupina 2                                                  | Skupina 3                                                               | Skupina 4                                                 | Skupina 5                                                        |
| ------------------------------------------------------------------ | ---------------------------------------------------------- | ----------------------------------------------------------------------- | --------------------------------------------------------- | ---------------------------------------------------------------- |
| - Albánie - Rakousko - Chorvatsko - Srbsko - Slovinsko - Švýcarsko | - Austrálie - Dánsko - Estonsko - Finsko - Island - Norsko | - Arménie - Ázerbájdžán - Gruzie - Izrael - Lotyšsko - Litva - Ukrajina | - Kypr - Řecko - Irsko - Malta - Portugalsko - San Marino | - Belgie - Česko - Lucembursko - Moldavsko - Nizozemsko - Polsko |

## Seznam účastníků
Země, které se chtějí ročníku zúčastnit, musely zaslat přihlášku do 15. září 2023. Poté mohly do 11. října od tohoto závazku odstoupit, aniž by musely čelit finanční pokutě.
5. prosince 2023 EVU oznámila, že se ročníku zúčastní 37 zemí. Lucembursko se do soutěže vrátilo po 31 letech.

### Navrátivší interpreti
Soutěže se účastní dva interpreti, kteří se již představili v některém z předchozích ročníků: Natalia Barbu, která reprezentovala Moldavsko v roce 2007, kdy skončila na 10. místě; a Hera Björk, která reprezentovala Island v roce 2010 a získala 19. místo.

### První semifinále
Prvního semifinále se zúčastnilo celkem 15 zemí. Odehrálo se 7. května ve 21 hodin místního času. Hlasovat mohli diváci z těchto zemí a dvou zemí tzv. Velké Pětky, konkrétně z Německa a Spojeného království, a ze Švédska jakožto vítěze předchozího ročníku. Rozhodl o tom los, který proběhl na konci ledna a který také určil, v jaký den a v jaké polovině jednotliví soutěžící vystoupí. Interpreti reprezentující Německo, Spojené království a Švédsko poprvé v historii představili celé své skladby v průběhu semifinálového večera.
| Pořadí | Země        | Interpret                   | Skladba                   | Jazyk                        | Umístění | Body |
| ------ | ----------- | --------------------------- | ------------------------- | ---------------------------- | -------- | ---- |
| 1.     | Kypr        | Silia Kapsis                | „Liar“                    | angličtina                   | 6.       | 67   |
| 2.     | Srbsko      | Teya Dora                   | „Ramonda“                 | srbština                     | 10.      | 47   |
| 3.     | Litva       | Silvester Belt              | „Luktelk“                 | litevština                   | 4.       | 119  |
| 4.     | Irsko       | Bambie Thug                 | „Doomsday Blue“           | angličtina                   | 3.       | 124  |
| 5.     | Ukrajina    | Alyona Alyona a Jerry Heil  | „Teresa & Maria“          | ukrajinština, angličtina     | 2.       | 173  |
| 6.     | Polsko      | Luna                        | „The Tower“               | angličtina                   | 12.      | 35   |
| 7.     | Chorvatsko  | Baby Lasagna                | „Rim Tim Tagi Dim“        | angličtina                   | 1.       | 177  |
| 8.     | Island      | Hera Björk                  | „Scared of Heights“       | angličtina                   | 15.      | 3.   |
| 9.     | Slovinsko   | Raiven                      | „Veronika“                | slovinština                  | 9.       | 51.  |
| 10.    | Finsko      | Windows95man                | „No Rules!“               | angličtina                   | 7.       | 59.  |
| 11.    | Moldavsko   | Natalia Barbu               | „In the Middle“           | angličtina                   | 13.      | 20   |
| 12.    | Ázerbájdžán | Fahree feat. Ilkin Dovlatov | „Özünlə apar“             | angličtina, ázerbájdžánština | 14.      | 11   |
| 13.    | Austrálie   | Electric Fields             | „One Milkali (One Blood)“ | angličtina, yankunytjatjara  | 11.      | 41   |
| 14.    | Portugalsko | Iolanda                     | „Grito“                   | portugalština                | 8.       | 58   |
| 15.    | Lucembursko | Tali                        | „Fighter“                 | francouzština, angličtina    | 5.       | 117  |

### Druhé semifinále
Druhého semifinále se zúčastnilo 16 zemí. Odehrálo se 9. května ve 21 hodin místního času. Hlasovat mohli diváci z těchto zemí a tří zemí tzv. Velké Pětky, konkrétně z Francie, Itálie a Španělska. Interpreti reprezentující Francii, Itálii a Španělsko poprvé v historii představili celé své skladby v průběhu semifinálového večera.
| Pořadí | Země       | Interpret          | Skladba                                              | Jazyk                   | Umístění | Body |
| ------ | ---------- | ------------------ | ---------------------------------------------------- | ----------------------- | -------- | ---- |
| 1.     | Malta      | Sarah Bonnici      | „Loop“                                               | angličtina              | 16.      | 13   |
| 2.     | Albánie    | Besa               | „Titan“                                              | angličtina              | 15.      | 14   |
| 3.     | Řecko      | Marina Satti       | „Zari“ (Ζάρι)                                        | řečtina                 | 5.       | 86   |
| 4.     | Švýcarsko  | Nemo               | „The Code“                                           | angličtina              | 4.       | 132  |
| 5.     | Česko      | Aiko               | „Pedestal“                                           | angličtina              | 11.      | 38   |
| 6.     | Rakousko   | Kaleen             | „We Will Rave“                                       | angličtina              | 9.       | 46   |
| 7.     | Dánsko     | Saba               | „Sand“                                               | angličtina              | 12.      | 36   |
| 8.     | Arménie    | Ladaniva           | „Jako“ (Ժակո)                                        | arménština              | 3.       | 137  |
| 9.     | Lotyšsko   | Dons               | „Hollow“                                             | angličtina              | 7.       | 72   |
| 10.    | San Marino | Megara             | „11:11“                                              | španělština             | 14.      | 16   |
| 11.    | Gruzie     | Nutsa Buzaladze    | „Firefighter“                                        | angličtina              | 8.       | 54   |
| 12.    | Belgie     | Mustii             | „Before the Party's Over“                            | angličtina              | 13.      | 18   |
| 13.    | Estonsko   | 5miinust a Puuluup | „(Nendest) narkootikumidest ei tea me (küll) midagi“ | estonština              | 6.       | 79   |
| 14.    | Izrael     | Eden Golan         | „Hurricane“                                          | angličtina, hebrejština | 1.       | 194  |
| 15.    | Norsko     | Gåte               | „Ulveham“                                            | norština                | 10.      | 43   |
| 16.    | Nizozemsko | Joost Klein        | „Europapa“                                           | nizozemština            | 2.       | 182  |

### Finále
Finále se uskutečnilo 11. května 2024 ve 21 hodin místního času. Zúčastnilo se ho 25 zemí – z prvního semifinále postoupilo 10 účastníků a z druhého semifinále 9 účastníku, které doplnily státy z tzv. Velké pětky, které do finále postupují automaticky, a Švédsko jakožto vítěz předchozího ročníku. Hlasovat mohli diváci a poroty ze všech zúčastněných zemí, ke kterým se přidaly online hlasy diváku z nezúčastněných zemí světa označené jako Rest of the World.
Pořadí, ve kterém vystoupí pořadatelská země, bylo vylosováno 11. března 2024. 4. května 2024 si členové Velké pětky vylosovali, ve které polovině finále vystoupí – Německo a Spojené království zvolili 1. polovinu, Francie 2. polovinu a Itálie se Španělskem tzv. Producer's Choice, tedy volné nasazení dle volby producentů soutěže. Konečné pořadí producenti oznámili po konci druhého semifinále.
Navzdory tomu, že se Nizozemsko kvalifikovalo do finále, došlo k diskvalifikaci země poté, co došlo ke konfliktu mezi interpretem země a členkou produkčního týmu. Země i přesto mohla ve finále hlasovat. Interpretům, kteří měli vystoupit po Nizozemsku, zůstala stejná pořadová čísla.
| Pořadí | Země               | Interpret                  | Skladba                                              | Jazyk                     | Umístění | Body |
| ------ | ------------------ | -------------------------- | ---------------------------------------------------- | ------------------------- | -------- | ---- |
| 1.     | Švédsko            | Marcus & Martinus          | „Unforgettable“                                      | angličtina                | 9.       | 174  |
| 2.     | Ukrajina           | Alyona Alyona a Jerry Heil | „Teresa & Maria“                                     | ukrajinština, angličtina  | 3.       | 453  |
| 3.     | Německo            | Isaak                      | „Always on the Run“                                  | angličtina                | 12.      | 117  |
| 4.     | Lucembursko        | Tali                       | „Fighter“                                            | francouzština, angličtina | 13.      | 103  |
| 5.     | Nizozemsko         | Joost Klein                | „Europapa“                                           | nizozemština              | –        | –    |
| 6.     | Izrael             | Eden Golan                 | „Hurricane“                                          | angličtina, hebrejština   | 5.       | 375  |
| 7.     | Litva              | Silvester Belt             | „Luktelk“                                            | litevština                | 14.      | 90   |
| 8.     | Španělsko          | Nebulossa                  | „Zorra“                                              | španělština               | 22.      | 30   |
| 9.     | Estonsko           | 5miinust a Puuluup         | „(Nendest) narkootikumidest ei tea me (küll) midagi“ | estonština                | 20.      | 37   |
| 10.    | Irsko              | Bambie Thug                | „Doomsday Blue“                                      | angličtina                | 6.       | 278  |
| 11.    | Lotyšsko           | Dons                       | „Hollow“                                             | angličtina                | 16.      | 64   |
| 12.    | Řecko              | Marina Satti               | „Zari“ (Ζάρι)                                        | řečtina                   | 11.      | 126  |
| 13.    | Spojené království | Olly Alexander             | „Dizzy“                                              | angličtina                | 18.      | 46   |
| 14.    | Norsko             | Gåte                       | „Ulveham“                                            | norština                  | 25.      | 16   |
| 15.    | Itálie             | Angelina Mango             | „La noia“                                            | italština                 | 7.       | 268  |
| 16.    | Srbsko             | Teya Dora                  | „Ramonda“                                            | srbština                  | 17.      | 54   |
| 17.    | Finsko             | Windows95man               | „No Rules!“                                          | angličtina                | 19.      | 38   |
| 18.    | Portugalsko        | Iolanda                    | „Grito“                                              | portugalština             | 10.      | 152  |
| 19.    | Arménie            | Ladaniva                   | „Jako“ (Ժակո)                                        | arménština                | 8.       | 183  |
| 20.    | Kypr               | Silia Kapsis               | „Liar“                                               | angličtina                | 15.      | 78   |
| 21.    | Švýcarsko          | Nemo                       | „The Code“                                           | angličtina                | 1.       | 591  |
| 22.    | Slovinsko          | Raiven                     | „Veronika“                                           | slovinština               | 23.      | 27   |
| 23.    | Chorvatsko         | Baby Lasagna               | „Rim Tim Tagi Dim“                                   | angličtina                | 2.       | 547  |
| 24.    | Gruzie             | Nutsa Buzaladze            | „Firefighter“                                        | angličtina                | 21.      | 34   |
| 25.    | Francie            | Slimane                    | „Mon amour“                                          | francouzština             | 4.       | 445  |
| 26.    | Rakousko           | Kaleen                     | „We Will Rave“                                       | angličtina                | 24.      | 24   |

## Ostatní země
Podmínkou pro účast v soutěži je aktivní členství v Evropské vysílací unii (EVU), díky kterému je daný stát schopný soutěž vysílat. Pozvánku dostávají každoročně všichni aktivní členové unie.

### Aktivní členové EVU
- Andorra – 17. srpna 2023 programový vedoucí RTVA Dani Ortolà potvrdil, že se země do soutěže nevrátí.[42] Andorra se naposledy zúčastnila v roce 2009.
- Bosna a Hercegovina – Mluvčí BHRT v červnu 2023 uvedla, že stále nedošlo ke splacení dluhů, které má vysílatel vůči EVU. Z tohoto důvodu se země stále nesmí Eurovize účastnit. Celkový dluh BHRT přesáhl ke konci roku 2021 32 milionů eur.[43] Bosna a Herzegovina se naposledy zúčastnila v roce 2016.
- Černá Hora – 3. října 2023 černohorská média přišla se zprávou, že se země ročníku nezúčastní.[44] Černá Hora se naposledy zúčastnila v roce 2022.
- Monako – Nová monacká televize TVMonaco byla spuštěna 1. září 2023, čímž se zemi otevřela možnost vrátit se do Eurovize. Ačkoli se o možném návratu do soutěže delší dobu spekulovalo, 15. září 2023 zástupci televize prohlásili, že se v roce 2024 nezúčastní.[45] Monako se naposledy zúčastnilo v roce 2006.
- Rumunsko – 12. září 2023 rumunský vysílatel TVR zaslal ministerstvu financí ke schválení rozpočet, ve kterém se počítalo s účastí země v soutěži. Na konci října byl rozpočet schválen. Účast země ale nebyla potvrzena, jednání Rumunska s EVU ale nadále probíhala i po oficiálním představení seznamu zúčastněných zemí, kde Rumunsko nefigurovalo. 25. ledna 2024 představenstvo TVR neschválilo rozpočet televize a země tak musela z ročníku definitivně odstoupit.[46]
- Severní Makedonie – V polovině září 2023 makedonský vysílatel MRT představil návrh rozpočtu, ve kterém počítal s účastí na soutěži. Rozpočet ale nebyl schválen místní vládou. 5. prosince 2023 země potvrdila, že se soutěže nezúčastní.[47] Severní Makedonie se naposledy zúčastnila v roce 2022.
- Slovensko – Vedoucí odboru mezinárodní spolupráce RTVS Slavomíra Kubičková potvrdila, že se země ročníku neplánuje zúčastnit. Hlavním důvodem jsou omezené finanční možnosti vysílatele.[48] Slovensko se naposledy zúčastnilo v roce 2012.

## Další ocenění

### Cena Marcela Bezençona
Cenu Marcela Bezençona mohou získat písně, které zazní během finálového večera. Ceny, které jsou rozděleny do tří kategorií, jsou udělovány od roku 2002. Vítězové v novinářské, komentátorské a skladatelské kategorii byli oznámeni krátce před finálovým večerem.
| Kategorie     | Země       | Píseň              | Interpret    | Skladatel                                                       |
| ------------- | ---------- | ------------------ | ------------ | --------------------------------------------------------------- |
| Komentátorská | Švýcarsko  | „The Code“         | Nemo         | Benjamin Alasu, Lasse Midtsian Nymann, Linda Dale, Nemo Mettler |
| Skladatelská  | Švýcarsko  | „The Code“         | Nemo         | Benjamin Alasu, Lasse Midtsian Nymann, Linda Dale, Nemo Mettler |
| Novinářská    | Chorvatsko | „Rim Tim Tagi Dim“ | Baby Lasagna | Marko Purišić                                                   |

### OGAE
OGAE je mezinárodní organizace sdružující fanoušky Eurovize. V rámci té sestavují jednotlivé národní fankluby pořadí nejlepších 10 čísel, které je zveřejněno několik dní před zahájením soutěže. V roce 2024 vyhrálo Chorvatsko, Česko nezískalo ani bod.
| Země       | Interpret      | Píseň                     | Počet bodů |
| ---------- | -------------- | ------------------------- | ---------- |
| Chorvatsko | Baby Lasagna   | „Rim Tim Tagi Dim“        | 356        |
| Itálie     | Angelina Mango | „La noia“                 | 338        |
| Švýcarsko  | Nemo           | „The Code“                | 290        |
| Belgie     | Mustii         | „Before the Party's Over“ | 223        |
| Francie    | Slimane        | „Mon amour“               | 188        |
| Zdroj:     |                |                           |            |

## Kontroverze

### Účast Izraele
Od zahájení války Izraele s Hamásem 7. října 2023 zaznívaly hlasy o možném vyloučení Izraele ze soutěže, žádný účastník ale nakonec ze soutěže neodstoupil. Izrael přihlásil do soutěže písně „October Rain“ a „Dance Forever“, obě ale byly ze strany EVU vyloučeny kvůli politickému podtextu. Soutěžní píseň „Hurricane“ byla schválena 7. března 2024. Kvůli účasti Izraele se v Malmö konalo několik demonstrací – proti účasti Izraele, proti válce v Gaze či na podporu Izraele.

### Hlasování Itálie v semifinále
Na konci vysílání druhého semifinále italský vysílatel Rai zobrazil grafiku, ve které byly k vidění kompletní výsledky hlasování diváku z Itálie v procentech. Tím došlo k porušení pravidel, jelikož výsledky je možné zveřejnit až po finále. Televize později zveřejnila prohlášení, že se jednalo pouze o průběžné nekompletní výsledky odvysílané omylem.

### Diskvalifikace Nizozemska
Joost Klein se nezúčastnil první generální zkoušky před finálovým večerem, a to přesto, že se nedlouho předtím objevil na nácviku vlajkového průvodu. EVU následně v tiskové zprávě oznámila, že vyšetřuje incident, do kterého byl nizozemský interpret zapojen, který se také zatím nemohl účastnit dalších zkoušek. Interpret následně chyběl i na zkoušce určené pro odborné poroty, místo toho byla spuštěna nahrávka jeho vystoupení ve druhém semifinále. Incident nahlásila členka produkčního týmu, do vyšetřování se zapojila i policie. Nizozemské společnosti AVROTROS a NPO ráno v den finále jednaly o situaci s EVU, následně došlo k oznámení, že země byla diskvalifikována.